# 黄兆其
黄兆其（1943年—1997年3月），浙江省上虞县人，曾任云南省革命委员会副主任。

## 生平
1965年本科毕业于浙江大学，考入昆明工学院攻读硕士，导师为屈维德。在文化大革命中是云南八二三派负责人，1968年任昆明工学院革命委员会主任、云南省革命委员会副主任，后任中共云南省委工交政治部副主任。1982年5月被判有期徒刑18年。